# Ellen Ridgway
Ellen Richards Ridgway, née Munroe, (Villeneuve-l'Étang, 23 mai 1866 - Pau, 13 février 1934) est une golfeuse et philanthrope américaine.

## Biographie
Ellen Ridgway est la fille du banquier John Munroe II, qui vivait à Paris au 150, avenue des Champs-Élysées. 
Sa sœur épousa le baron Henri Hottinguer.
Le 15 avril 1891, à l'église américaine de la Sainte-Trinité, elle-même épouse le banquier Henry Ridgway, propriétaire de chevaux de course, petit-fils de Jacob Ridgway et arrière petit-fils de Thomas Willing. Leur fille Elisabeth épousera le fils du marquis Henry Le Tonnelier de Breteuil.
En 1900, elle se plaça à la 5e place aux Jeux olympiques de Paris.
Engagée dans les œuvres charitables, elle fonde le dispensaire école de la Société de secours aux blessés militaires (SSBM) en 1910, l'hôpital militaire 118 bis en 1914 et le dispensaire antituberculeux en 1918 (reconnue d'utilité publique et dont elle est déléguée générale). Elle fit construire à ses frais une aile de l'hôpital des tuberculeux et organisa un service supplémentaire d'infirmières au SSBM de l'hôpital militaire de Pau.
Elle est également présidente de la Providence et de la Chèche, et vice-présidente de l'Association départementale de lutte contre la tuberculose.
Ellen Ridgway fut décorée de la Légion d'honneur, des Palmes académiques, de la médaille de la Reconnaissance française et de la médaille d'honneur des épidémies.
Le portrait reproduit supra signé par Raimundo de Madrazo y Garreta (1841-1920) et daté de 1888, a été mis en vente à l'hôtel Drouot à Paris le 8 juin 2011 (n°68 du cat.).